# Araules
 Araules  es una población y comuna francesa, en la región de Auvernia, departamento de Alto Loira, en el distrito de Yssingeaux y cantón de Yssingeaux.

## Demografía
| 980 | 865 | 777 | 686 | 595 | 607 |
| Para los censos de 1962 a 1999 la población legal corresponde a la población sin duplicidades (Fuente: INSEE [Consultar]) |     |     |     |     |     |